# Greenea parkinsonii
Greenea parkinsonii är en måreväxtart som beskrevs av Cecil Ernest Claude Fischer. Greenea parkinsonii ingår i släktet Greenea och familjen måreväxter. Inga underarter finns listade i Catalogue of Life.